# Hourglass
Hourglass — американская рок-группа, играющая прогрессивный метал. В 2009 году альбом группы Oblivious to the Obvious в голосовании на сайте perfectprog.com был выбран лучшим альбом года. 

## История
Группа «Hourglass» основана Бриком Уильямсом (Brick Williams) и Джонатаном Шамвэем (Jonathan Shumway). Вскоре коллектив пополнили клавишник Эрик Робертсон (Eric Robertson) и гитарист Джаред Тёрнер (Jared Turner). Ритм-секцию составили басист Джонни Бёрретт (Jonny Berrett) и ударник Зак Старр (Zack Starr). Но вскоре Тёрнер покидает группу, и альбом This Lonely Time and Place был записан уже без него. В следующем, 2001 году, группа прошла несколько ротаций состава. Вместо ушедшего Робертсона пришёл Джерри Стенквист (Jerry Stenquist). Вместо Старра – Джон Данстон (John Dunston) и, наконец, вместо Шамвэя – Чэд Нэт (Chad Neth). В этом составе был записан альбом The Journey Into.
Частые ротации состава становятся одной из характерных черт группы. Так, из группы уходили и снова возвращались клавишники Эрик Робертсон (This Lonely Time and Place и Subconscious) и Джерри Стэнквист (The Journey Into и Oblivious to the Obvious). Вокальные партии на всех четырёх альбомах записывали разные люди (Джонатан Шамвэй, Чэд Нэт, Коди Уокер, Эрик Блад/Майкл Тёрнер). После ухода Бёррета нестабильным было место басиста: Кларк Вулстенхалм, Сэм Доти, Эрик Блад. Единственным из состава 2000 года остаётся Брик Уильямс.

## Новый альбом
По сообщению Брика Уильямса от 17.01.2011, группа сочиняет материал для нового альбома.

## Состав
- Michael Turner — вокал
- Brick Williams — гитара
- John Dunston — ударные
- Jerry Stenquist — клавишные
- Brian Hancock – бас-гитара

### Бывшие участники
- Eric Blood — бас-гитара, вокал
- Cody Walker — вокал
- Sam Doty — бас-гитара
- Chad Neth — вокал
- Clark Woolstenhulme — бас-гитара
- Jon Berrett — бас-гитара
- Jonathan Shumway - вокал, акустическая гитара
- Zack Starr — ударные
- Eric Robertson — клавишные
- Jared Turner — гитара

## Дискография

Логотип группы

- This Lonely Time and Place (2000)
- The Journey Into (2002)
- Subconscious (2004)
- Oblivious To The Obvious (2009)